# Svarttjärnen (Offerdals socken, Jämtland, 707775-139616)
Svarttjärnen är en sjö i Krokoms kommun i Jämtland och ingår i Indalsälvens huvudavrinningsområde. Svarttjärnen ligger i Oldflån-Ansätten Natura 2000-område.